# Іван Мочинич
Іван Мочинич (хорв. Ivan Močinić, нар. 30 квітня 1993) — хорватський футболіст, півзахисник клубу «Рієка» та молодіжної збірної Хорватії.

## Клубна кар'єра
У дорослому футболі дебютував 2011 року виступами за команду клубу «Рієка», в якій відразу став основним гравцем півзахисту і кольори якої захищає й донині.

## Виступи за збірну
З 2013 року залучається до складу молодіжної збірної Хорватії. На молодіжному рівні зіграв у 3 офіційних матчах.
31 травня 2014 року, попри відсутність досвіду виступів за національну збірну Хорватії, був включений до її заявки для участі у фінальній частині чемпіонату світу 2014 року.

## Титули і досягнення
- Володар Кубка Хорватії (1):

«Рієка»:2013-14